# Dekanat Olsztyn (diecezja białostocko-gdańska)
Dekanat Olsztyn – jeden z 5 dekanatów diecezji białostocko-gdańskiej Polskiego Autokefalicznego Kościoła Prawosławnego.

## Parafie
W skład dekanatu wchodzi 12 parafii:
- parafia św. Anny w Giżycku
  - cerkiew św. Anny w Giżycku
- parafia Zaśnięcia Najświętszej Maryi Panny w Górowie Iławeckim
  - cerkiew Zaśnięcia Najświętszej Maryi Panny w Górowie Iławeckim
  - kaplica św. Barbary w Kamińsku
- parafia Narodzenia Najświętszej Maryi Panny w Kętrzynie
  - cerkiew Narodzenia Najświętszej Maryi Panny w Kętrzynie
- parafia Świętych Apostołów Piotra i Pawła w Korszach
  - cerkiew Świętych Apostołów Piotra i Pawła w Korszach
- parafia św. Dymitra w Kruklankach
  - cerkiew św. Dymitra w Kruklankach
- parafia Świętych Apostołów Piotra i Pawła w Lidzbarku Warmińskim
  - cerkiew Świętych Apostołów Piotra i Pawła w Lidzbarku Warmińskim
- parafia Przemienienia Pańskiego w Mrągowie
  - cerkiew Przemienienia Pańskiego w Mrągowie
- parafia Opieki Matki Bożej w Olsztynie
  - cerkiew Opieki Matki Bożej w Olsztynie
- parafia Narodzenia św. Jana Chrzciciela w Orłowie
  - cerkiew Narodzenia św. Jana Chrzciciela w Orłowie
- parafia św. Jerzego w Orzyszu
  - cerkiew św. Jerzego w Orzyszu
- parafia Świętych Apostołów Piotra i Pawła w Węgorzewie
  - cerkiew Świętych Apostołów Piotra i Pawła w Węgorzewie
- parafia Zaśnięcia Matki Bożej w Wojnowie
  - cerkiew Zaśnięcia Matki Bożej w Wojnowie
  - cerkiew św. Ambrożego z Optiny i Soboru Świętych Starców Optyńskich w Wojnowie